# Udovičica
Udovičica (lat. Sixalix), biljni rod iz porodice kozokrvnica smješten u tribus Scabioseae.
Vrste roda Sixalix, ponekad uklapaju u rod Scabiosa.. Na popisu je¸13 vrsta a raširene su po Mediteranu. U Hratskoj je jedina vrsta mrkorumena udovičica.
Ime udovičica u hrvatskom jeziku označava i vrste roda Scabiosa i Sixalixa.

## Vrste
1. Sixalix arenaria (Forssk.) Greuter & Burdet
2. Sixalix atropurpurea (L.) Greuter & Burdet, mrkorumena udovičica
3. Sixalix cartenniana (Pons & Quézel) Greuter & Burdet
4. Sixalix cephalarioides (Lojac.) Giardina & Raimondo
5. Sixalix daucoides (Desf.) Raf.
6. Sixalix eremophila (Boiss.) Greuter & Burdet
7. Sixalix farinosa (Coss.) Greuter & Burdet
8. Sixalix galianoi (Devesa, Ortega Oliv. & J.López) Domina
9. Sixalix libyca (Alavi) Greuter & Burdet
10. Sixalix maritima (L.) Rottenst.
11. Sixalix parielii (Maire) Greuter & Burdet
12. Sixalix semipapposa (Salzm. ex DC.) Greuter & Burdet
13. Sixalix thysdrusiana (Le Houér.) Greuter & Burdet